# هارون بايي
هارون بايي (بالإنجليزية: Aaron Paye)‏ هو لاعب كرة قدم أمريكي في مركز الهجوم، ولد في 19 يناير 1981 في مونروفيا في ليبيريا. لعب مع أتلانتا سيلفرباكس.